# 四帶異棘刺魨
四帶異棘刺魨，為輻鰭魚綱魨形目四齒魨亞目二齒魨科的其中一種，為熱帶海水魚，分布於印度太平洋海域，棲息深度可達100公尺，體長可達30公分，棲息在大陸棚，成魚為底棲性，稚魚漂浮在大洋表層水域，以有硬殼的軟體動物為食，生活習性不明。